# Protocollo di Lisbona
Il Protocollo di Lisbona al Trattato sulla riduzione delle armi strategiche del 1991 è una convenzione internazionale firmata dai rappresentanti di Bielorussia, Kazakistan, Russia e Ucraina finalizzata a riconoscere i quattro Stati come successori dell'Unione Sovietica negli obblighi che gravavano sulla stessa, ai sensi del trattato START I. Il protocollo è stato sottoscritto anche dagli Stati Uniti d'America ed è stato firmato da tutte le parti a Lisbona, Portogallo, il 23 maggio 1992. Per l'esecuzione delle attività derivanti da tale trattato è stato previsto l'utilizzo unicamente della lingua inglese e russa.
Con l'adesione a tale protocollo, la Bielorussia, il Kazakistan e l'Ucraina si impegnarono a cedere le armi nucleari presenti nel loro territorio alla Russia che avrebbe provveduto a disabilitarle.